# Saint-Julien-d’Armagnac
Saint-Julien-d’Armagnac – miejscowość i gmina we Francji, w regionie Nowa Akwitania, w departamencie Landy.
Według danych na rok 1990 gminę zamieszkiwało 139 osób, a gęstość zaludnienia wynosiła 9 osób/km² (wśród 2290 gmin Akwitanii Saint-Julien-d’Armagnac plasuje się na 1037. miejscu pod względem liczby ludności, natomiast pod względem powierzchni na miejscu 736.).